# گازگیشه
گازگیشه روستایی از توابع بخش تولم شهرستان صومعه‌سرا در استان گیلان ایران است. گازگیشه دارای یکی از مهمترین منطقه حفاظت(غروق) شده طبیعت در گیلان است.  

## جمعیت
این روستا در دهستان هندخاله قرار دارد و براساس سرشماری مرکز آمار ایران در سال ۱۳۸۵، جمعیت آن ۳۱۲ نفر (۹۲خانوار) بوده‌است. مردم روستای گازگیشه به زبان کردی صحبت میکنند.